# Les Vampires
Les Vampires is een Franse misdaadfilmserie van Louis Feuillade uit 1915-1916. De serie volgt de journalisten Guérande en Mazamette in hun onderzoek naar een Parijse gangsterbende die zich de Vampiers noemt, met als belangrijkste lid ene Irma Vep.

## Productie
De filmreeks kwam er als een antwoord van Gaumont op een initiatief van concurrent Pathé toen die een filmreeks met actrice Pearl White (The Perils of Pauline) aankondigde. Feuillade had vóór de oorlog reeds succes geoogst met zijn reeks over Fantômas en was al gedemobiliseerd na in de loopgraven te hebben gediend.
De film werd opgenomen op echte locaties in Parijs: straten, huizen en daken. De stad was griezelig leeg door de afwezigheid van vele mannen die opgeroepen waren. In tegenstelling tot de Amerikaanse films van dat ogenblik, die steeds nieuwe opname- en montagetechnieken exploreerden, hanteerde Feuillade een sobere stijl met een doorgaans statische camera.
De echte ster van de filmreeks is Musidora, een voormalige acrobate die al haar stunts zelf deed, in de rol van Irma Vep. Het beeld van Musidora in een catsuit is uitgegroeid tot een cultureel icoon.

## Ontvangst en invloed
De filmreeks was een zeer groot succes bij het publiek, maar kon op weinig begrip rekenen bij de autoriteiten, die het gemunt hadden op het immorele aspect.
De critici waren destijds de filmreeks niet gunstig gezind: zij verkozen de meer 'artistieke' films van de Amerikaanse regisseur D.W. Griffith.
Henri Langlois, stichter van het Franse filmarchief, behoedde de film voor de vergetelheid door de enige overgebleven kopie in veiligheid te stellen.
Vandaag wordt de filmreeks gezien als een meesterwerk.
De reeks vestigde het genre van de misdaadthriller, en opende de weg voor Alfred Hitchcock en Fritz Lang.
In 1996 maakte de Franse regisseur Olivier Assayas, bij wijze van hommage, de film Irma Vep (film) over een remake van de filmreeks. In 2022 bewerkte Assayas het scenario van zijn film tot een miniserie voor HBO.
In 2006 maakte de Franse houseformatie Chateau Flight een soundtrack bij de film en trad er live mee op.

## Hoofdrollen
| Acteur          | Personage                  |
| --------------- | -------------------------- |
| Musidora        | Irma Vep                   |
| Édouard Mathé   | Philippe Guérande          |
| Marcel Lévesque | Oscar-Cloud Mazamette      |
| Jean Aymé       | Dr. Nox / de Grote Vampier |
| Fernand Hermann | Moreno                     |
| Louis Leubas    | Satanas                    |
| Frederik Moriss | Vénénos                    |

## Episodes
| Aflevering | Titel                  | Datum            | Lengte  |
| --- | ---------------------- | ---------------- | ------- |
| 1 | La Tête coupée         | 13 november 1915 | 33 min. |
| Het hoofd van een politie-inspecteur wordt gevonden in het kasteel van dr. Nox. De rijke miljonair Simpson krijgt extra bewaking, maar wordt toch vermoord. Dr. Nox onthult dat hij de Grote Vampier is en vlucht over de daken.                                               |                        |                  |         |
| 2 | La Bague qui tue       | 13 november 1915 | 15 min. |
| De vleermuisdanseres Marfa Koutiloff belooft Guérande het geheim van de vampiers te verklappen, maar vooraleer ze dit kan doen, sterft ze door een vergiftigde ring. |                        |                  |         |
| 3 | Le Cryptogramme rouge  | 4 december 1915  | 42 min. |
| In cabaret De Krijsende Kat ontcijfert Guérande de gecodeerde boodschappen van zangeres Irma Vep. Irma Vep (anagram voor "vampire") dringt binnen bij Guérande thuis; de vampiers ontvoeren zijn moeder.                                                                       |                        |                  |         |
| 4 | Le Spectre             | 7 januari 1916   | 32 min. |
| De vampiers hebben een conflict met Moreno, een andere misdadiger. Guérande zorgt voor diens arrestatie. |                        |                  |         |
| 5 | L'Evasion du mort      | 28 januari 1916  | 37 min. |
| Moreno ontsnapt door zijn dood te veinzen. Guérande wordt door de vampiers gevangengenomen, maar weet eveneens te ontsnappen. Wanneer de Grote Vampier een dansfeest organiseert om de gasten van hun kostbaarheden te beroven, wordt hij door Moreno in listigheid overklast. |                        |                  |         |
| 6 | Les Yeux qui fascinent | 24 maart 1916    | 58 min. |
| De vampiers zoeken een schat in het woud van Fontainebleau. Moreno hypnotiseert Irma Vep, die de Grote Vampier vermoordt. Daarop neemt Moreno de leiding van de bende der vampiers over.                                                                                       |                        |                  |         |
| 7 | Satanas                | 15 april 1916    | 46 min. |
| Satanas, de Heer der Vampiers, komt op de proppen. Hij vermoordt Moreno met een bom en neemt de leiding over de vampiers over. |                        |                  |         |
| 8 | Le Maître de la foudre | 12 mei 1916      | 55 min. |
| Irma Vep wordt opgepakt door de politie. Satanas zorgt ervoor dat ze kan ontsnappen. Wanneer hij zelf wordt gevangengenomen, pleegt hij zelfmoord in de cel. |                        |                  |         |
| 9 | L'homme des poisons    | 2 juni 1916      | 53 min. |
| Vénénos is de nieuwe leider der vampiers. Hij tracht Guérande te vergiftigen. |                        |                  |         |
| 10 | Les Noces sanglantes   | 30 juni 1916     | 60 min. |
| Guérande trouwt met Jeanne. De vampiers ontvoeren haar en vieren het huwelijk van Vénénos en Irma Vep. De politie valt echter binnen en de bende wordt opgerold. |                        |                  |         |

## Video's
- La Tête coupée (1915)
- La Bague qui tue (1915)
- Le Cryptogramme rouge (1915)
- Le Spectre (1916)
- L'Évasion du mort (1916)
- Les Yeux qui fascinent (1916)
- Satanas (1916)
- Le Maître de la foudre (1916)
- L'Homme des poisons (1916)
- Les Noces sanglantes (1916)